# Штром, Олег Никитич
Оле́г Ники́тич Штром (род. 21 июня 1967, Одинцово) — российский кинорежиссёр, сценарист и продюсер.

## Биография
Родился 21 июня 1967 года в городе Одинцово Московской области. Работает в кинематографии с 1985 года. В 1992 году окончил Санкт-Петербургский институт кино и телевидения, в 1994 году — Высшие режиссерские курсы ВИППРК при Госкино РФ (мастерская М. И. Туманишвили и В. В. Акимова). Лауреат Национальной премии «Страна», Кавалер Золотого почётного знака «Общественное Признание», действительный член Евразийской Академии Телевидения и Радио.

## Фильмография

### Режиссёр

#### Художественные фильмы
- 2007 — Скалолазка и Последний из Седьмой колыбели
- 2014 — Тайна четырёх принцесс
- 2021 — С неба и в бой
- 2022 — Нахимовцы
- 2024 — 9 секунд

#### Телевизионные художественные фильмы
- 2013 — Будет светлым день
- 2016 — Где живёт Надежда?
- 2016 — Жемчужная свадьба
- 2016 — Интим не предлагать
- 2017 — Барышня и Хулиган
- 2017 — Трюфельный пёс королевы Джованны
- 2017 — Алтарь Тристана
- 2017 — Алмазы Цирцеи
- 2018 — Сфинксы северных ворот
- 2018 — Сорок розовых кустов
- 2018 — На обрыве
- 2019 — Этим летом и навсегда
- 2021 — Женись на мне
- 2022 — Сыграй моего мужа
- 2022 — Муж в хорошие руки
- 2022 — Моя вторая первая жизнь
- 2023 — Идеальное убийство
- 2023 — Падающая звезда
- 2023 — Западня
- 2023 — Черная гора

#### Телесериалы
- 2003 — Русские амазонки 2
- 2007 — Любовь на острие ножа
- 2007 — Возвращение Турецкого
- 2008 — Дар Божий
- 2008 — Батя
- 2010 — Точка кипения
- 2010 — Дворик
- 2011 — Пока Шива танцует
- 2011 — 2012 — Товарищи полицейские
- 2012 — Детка
- 2012 — Проснёмся вместе?
- 2013 — Кодекс чести
- 2014 — Частный детектив Татьяна Иванова
- 2025 — Кукушонок

#### Короткометражные фильмы
- 1993 — Уклонист (к/м)
- 1993 — Последний лист (к/м)
- 1994 — Билет туда и обратно (к/м)
- 1994 — Так называемый Тимофей (видео)
- 2014 — В следующей жизни

#### Документальные фильмы
- 2009 — Екатерина III. Последняя глава
- 2011 — О чём молчала тридцать пятая батарея
- 2016 — Братья по оружию. Во имя общей победы
- 2016 — Нюрнберг. Чтобы помнили...
- 2016 — Нюрнберг. Кровавые деньги
- 2016 — Нюрнберг. Процесс, которого могло не быть
- 2017 — Казаки-разбойники
- 2020 — Операция «Вывод»
- 2021 — н.в. Цикл документальных фильмов «Стальная дивизия»
- 2022 — Совьетичи

### Сценарист
- 1994 — Билет туда и обратно (к/м)
- 2007 — Скалолазка и Последний из Седьмой колыбели
- 2007 — Мальтийский крест
- 2008 — Дар Божий
- 2025 — Нахимовцы-2. Янтарный берег

### Продюсер
- 2005 — Игроки
- 2005 — Игроки, или Сейчас выйдет Олег
- 2007 — Сам
- 2008 — Лирика
- 2011 — Вершины «Голубой лагуны»
- 2011 — О чём молчала тридцать пятая батарея
- 2017 — Казаки-разбойники
- 2018 — Данилыч
- 2020 — Я не знаю букву «два»
- 2020 — Другое искусство: московские мифы
- 2021 — Операция «Вывод»
- 2021 — н.в. Цикл документальных фильмов «Стальная дивизия»
- 2021 — С неба и в бой
- 2022 — Эмиль и Элла
- 2022 — Совьетичи
- 2022 — Легенды «Орлёнка»
- 2023 — Клетка
- 2023 — Возвращаю небу
- 2023 — Область сердца

## Телевидение

### Телепроекты
- 1994—1996 — режиссёр программы «Банк-информ»
- 1997—1999 — автор и режиссёр программы «Страна Фестивалия» (Культура)
- 2000 — автор и режиссёр спецпроектов ОРТ («Космический Вавилон», «Москва Вьетнамская» и другие)

### Работы в рекламе
- Ролики «Народный банк», «Дормашкомплект» (отмечен среди лучших на Фестивале рекламы в 1997 году), «Levante», «Бои без правил», серия «Чёрная кошка» издательства «Эксмо», «Мегаполис» и др.
- Корпоративные фильмы компаний «Альфа-банк», «Метро», «Procter & Gamble», «Comstar», «BMW», «Philip Morris», «Firestone», «Merk, Sharp & Dohme», «Yamonouchi», «Wimm-Bill-Dann», «Bofur Ipsen» и других

## Награды
- I Фестиваль современного искусства[2] — первая премия за видеоклип «Come to Sabbath» (1994)
- Фестиваль дебютных и студенческих фильмов «Святая Анна» — специальный Диплом жюри за фильм «Билет туда и обратно» (1995)
- Кинофестиваль «Золотой витязь»[2] — дипломант в номинации «Дебют» за фильм «Билет туда и обратно» (1996)
- Международный кинофестиваль «ДетективФЕСТ»[2] — ГРАН-ПРИ фильму Скалолазка и Последний из Седьмой колыбели — 2008 год
- Фестиваль визуальных искусств в «Орленке»[2] — Лучший приключенческий фильм Скалолазка и Последний из Седьмой колыбели — 2008 год
- Бердянский международный фестиваль[2] — Приз «Золотая Бригантина» за лучший фильм-дебют Скалолазка и Последний из Седьмой колыбели[2] — 2008 год
- Приз «Блокбастер года» как лидеру зарубежного проката среди российских фильмов за кинокартину Скалолазка и Последний из Седьмой колыбели[2] — 2009 год
- Кинофестиваль «Десант-2010»[2] — ГРАН-ПРИ за фильм «Батя» — 2010 год
- Орден «Генерал Армии Маргелов»[2] — 2010 год
- II Международный кинофестиваль «Artodocs» — документальный фильм "Вершины «Голубой лагуны», лучшая публицистическая картина — 2012 год
- Телекинофорум «Вместе», Ялта[2] — Специальный приз Союза журналистов России за фильм О чем молчала тридцать пятая батарея[2] — 2012 год
- Х Международный фестиваль военного кино имени Ю. Озерова[2] — Почетный знак за фильм О чем молчала тридцать пятая батарея[2] — 2012 год
- IX Международный фестиваль военно-патриотического фильма «Волоколамский рубеж»[2] — Диплом «За правдивое раскрытие трагических событий обороны города Севастополя в Великой Отечественной войне» за фильм О чем молчала тридцать пятая батарея[2] — 2012 год
- Дипломант XI Всероссийского конкурса «Патриот России»[2] — за фильм О чем молчала тридцать пятая батарея[2] — 2012 год
- Лауреат Национальной премии «Страна»[2] — за фильм О чем молчала тридцать пятая батарея[2] — 2012 год
- XIX Международный фестиваль «Кино-детям», Самара — ГРАН-ПРИ за документальный фильм О чем молчала тридцать пятая батарея[2] — 2014 год
- Х Международный фестиваль «Победили вместе», Севастополь — ГРАН-ПРИ за документальный фильм О чем молчала тридцать пятая батарея[2] — 2014 год
- II Международный фестиваль «Угра», Калуга — Специальный приз за фильм «Тайна четырёх принцесс» — 2014 год
- XI кинофестиваль «Балтийские дебюты», Светлогорск — Специальный приз прессы за фильм «Тайна четырёх принцесс» — 2014 год
- XII Международный детский кинофестиваль «Алые паруса», Артек — Специальный приз Центральной киностудии детских и юношеских фильмов «За вклад в развитие традиций семейного кино». Фильм «Тайна четырёх принцесс» — 2014 год
- III Международный фестиваль «Славянская сказка», София (Болгария) — Специальный приз Святой Георгий фильму «Тайна четырёх принцесс» — 2015 год
- XIV Международный фестиваль военного кино имени Ю. Озерова[2] — Приз Российского союза ветеранов за фильм «Братья по оружию. Во имя общей Победы» — 2016 год
- XIII Международный фестиваль военно-патриотического фильма «Волоколамский рубеж»[2] — Специальный приз Союза кинематографистов РФ за фильм «Братья по оружию. Во имя общей Победы» — 2016 год
- Золотой Почетный Знак «Общественное признание» за фильм «Братья по оружию. Во имя общей Победы» — 2017 год
- II Международный русский кинофестиваль — лауреат в номинации «Документальный фильм» за фильм «Казаки-разбойники» — 2018 год
- III Международный русский кинофестиваль — лауреат в номинации «Документальный короткометражный фильм» за фильм «Данилыч» — 2019 год
- Победитель XXIII Московского городского конкурса управленцев «Менеджер года-2019» в номинации «Медиа»
- Международный кинофестиваль «Зилант», Казань — «Я не знаю букву два», «Лучший документальный фильм» — 2020 год
- XXV Международный фестиваль кинофильмов и телепрограмм «Радонеж» — «Я не знаю букву два», Специальный приз жюри за проникновенный рассказ о судьбе поистине уникального человека — 2020 год
- XXVI Международный фестиваль фильмов о правах человека «Сталкер» — «Я не знаю букву два», Специальный приз Управления верховного комиссара ООН по правам человека — 2020 год
- IV Крымский открытый фестиваль документального кино «КрымДок» — «Операция «Вывод», Специальный приз жюри — 2021 год
- XIV Международный фестиваль документального кино «Соль Земли» — «Операция «Вывод», Главный приз в номинации «Куда идём?» — 2021 год
- V Русский кинофестиваль — лауреат в номинации «Русский характер» за документальный фильм «Операция «Вывод» — 2021 год
- VII Международный кинофестиваль «Отцы и Дети» — лауреат I степени в номинации «Герои нашего времени» за документальный фильм «Операция «Вывод», лауреат I степени за лучший игровой полнометражный фильм «С неба и в бой»
- VII Международный кинофестиваль «Отцы и Дети» — лауреат в номинации «Герои нашего времени» за документальный фильм «Я не знаю букву два» — 2021 год
- ХXXI Международный Кинофорум «Золотой Витязь», г. Севастополь — ГРАН-ПРИ «ЗОЛОТОЙ ВИТЯЗЬ» вручен фильму «Нахимовцы» в конкурсе фильмов для детей и подростков — 2022 год
- XXX Международный детский кинофестиваль «Алые паруса в Артеке» имени В. С. Ланового — фильм «Нахимовцы» победитель в номинации «Самый мудрый фильм» — 2022 год
- V Открытый фестиваль детского и семейного кино «Солнечный остров» — фильм «Нахимовцы» специальный приз Министерства культуры Республики Крым и «Приз зрительских симпатий» — 2022 год
- XXVII Международный фестиваль «Кино-детям», Самара — фильм «Нахимовцы» главный приз в номинации «Игровое кино» — 2022 год
- VI Международный русский кинофестиваль — Главный приз «Лучший документальный фильм» за документальный фильм «Совьетичи» — 2022 год
- ХVII Международный фестиваль «Победили вместе», г.Волгоград — Специальный приз Российского союза ветеранов за документальный фильм «Операция «Вывод» — 2022 год
- XX Фестиваль отечественного кино «Золотая лента» — Лауреат за лучшее решение патриотической тематики в документальных фильмах «Совьетичи» и «Операция «Вывод» — 2022 год
- XX Фестиваль отечественного кино «Золотая лента» — Приз зрительских симпатий за фильм «Нахимовцы» — 2022 год
- XXVIII Международный фестиваль фильмов о правах человека «Сталкер» — Специальный диплом жюри неистового кино за документальный фильм «Совьетичи» — 2022 год
- XIX Международный фестиваль военно-патриотического фильма «Волоколамский рубеж» — Приз Союза городов воинской славы «За память героев битвы под Москвой» документальный фильм «Стальная дивизия. Октябрь 1941-го» — 2023
- VIII Международный кинофестиваль «Отцы и Дети» — фильм «Нахимовцы» лауреат I степени в номинации «Лучший игровой полнометражный художественный фильм» — 2023 год
- I Всероссийский кинофестиваль «Белая птица», город Казань — документальный фильм «Совьетичи» победитель в номинации «Лучший патриотический документальный фильм» — 2023 год
- II Московский международный детский кинофестиваль — победитель в номинации «Лучший фильм для детей и подростков» фильм «Нахимовцы» — 2023 год
- III Международный кинофестиваль «Свидание с Россией. Территория народного единства» — Приз зрительских симпатий за фильм «Нахимовцы» — 2023 год
- XXIX Международный фестиваль «Кино-детям», Самара — документальный фильм «Стальная дивизия. «Черные ножи на Курской дуге» дипломант профессиональной программы «Документальное кино» — 2024 год
- VII Русский кинофестиваль — лауреат в номинации «Стремление к свету» за документальный фильм «Возвращаю небу» — 2023 год
- III Международный кинофестиваль «День Победы» — Главный приз «Лучший документальный фильм» за документальный фильм «Совьетичи» — 2024 год
- III Фестиваль документального кино стран СНГ «Евразия.DOC» — приз председателя жюри документальному фильму «Некаквсе» — 2024 год
- XXII Фестиваль отечественного кино «Золотая лента» — Специальный приз фильму «9 секунд» и приз Главы города Когалыма — 2024 год
- Международный кинофестиваль «Свидание с Россией в Бурятии» — ГРАН-ПРИ фестиваля фильму «9 секунд» — 2024 год
- VIII Международный кинофестиваль «Евразийский мост», г. Ялта — Специальный приз Министерства Культуры Республики Крым «За блистательное и правдивое изображение подвига и память о героях нашей страны» — фильм «9 секунд» — 2024 год
- X Международный кинофестиваль «Золотая Башня», г.Магас, Республика Ингушетия — ГРАН-ПРИ  фестиваля фильму «9 секунд» и приз жюри игровых фильмов «За лучшую мужскую роль» Бато Шойнжонову — 2024 год
- Международный кинофестиваль «Свидание с Россией. Сибирский характер» — Приз зрительских симпатий фильму «9 секунд» — 2025 год
- V Международный фестиваль правильного кино - ГРАН-ПРИ фестиваля фильму «9 секунд» — 2025 год
- ХXXIV Международный Кинофорум «Золотой Витязь», г. Севастополь — золотой диплом кинорежиссёру Олегу Штрому за фильм «9 секунд» — 2025 год